# Euphorbos-Teller

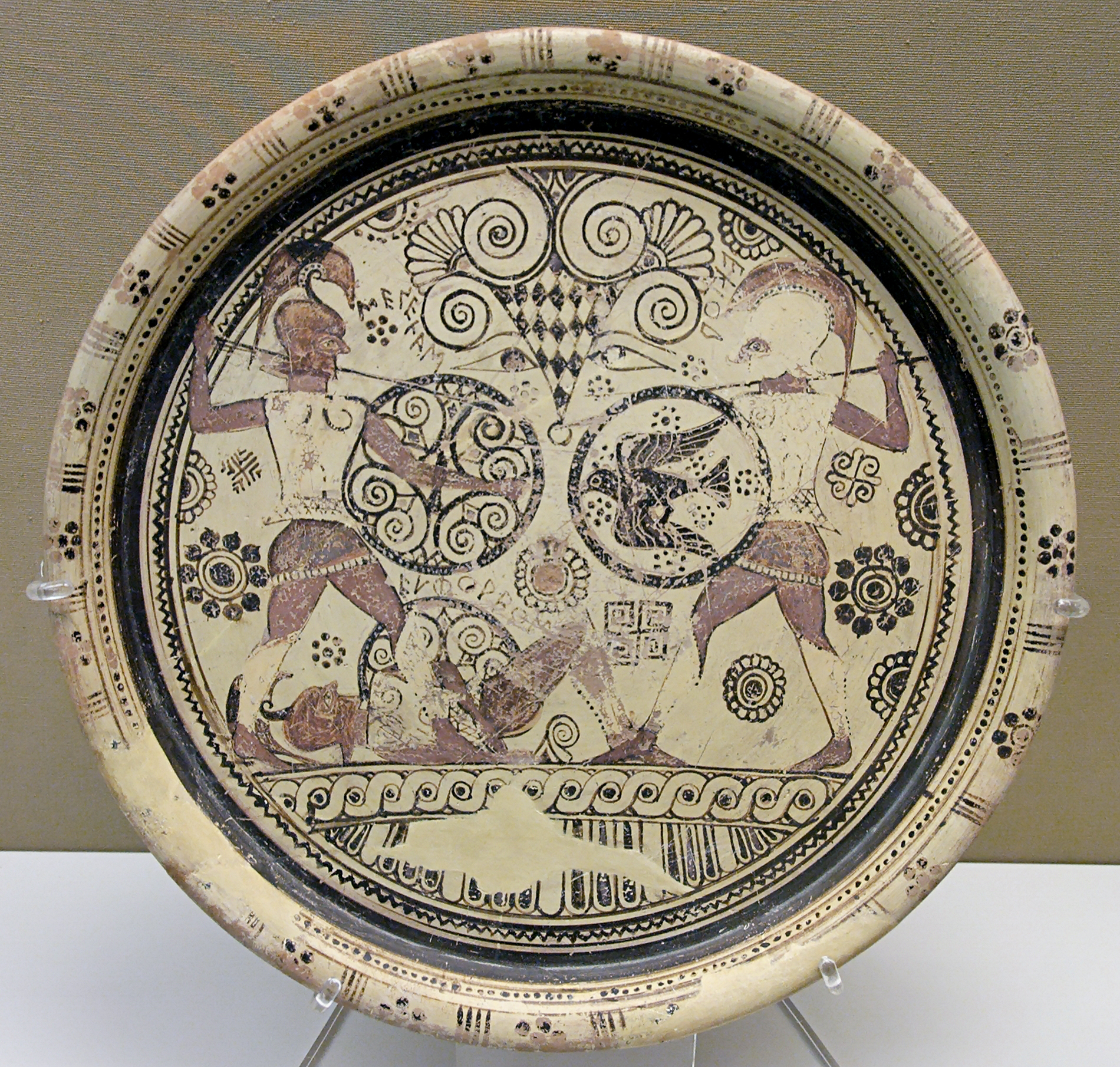
Euphorbos-Teller

Als Euphorbos-Teller wird in der Klassischen Archäologie ein ostgriechischer Teller mit mythologischer Bemalung im orientalisierenden Stil bezeichnet.
Der Euphorbos-Teller zeigt einen Zweikampf zwischen zwei Helden des Trojanischen Krieges, dem Griechen Menelaos und dem Trojaner Hektor. Zu ihren Füßen, mit einem größeren Teil und vor allem dem Kopf und dem Oberkörper liegt Euphorbos näher zu Menelaos, was den Sieg des Griechen anzeigen soll. Die Szene folgt auf einige der folgenreichsten Ereignisse des Krieges. Nachdem der erzürnte Achilleus sich aus den Kampfhandlungen zurückgezogen hatte, zog an dessen Stelle sein bester Freund Patroklos in der Rüstung des Achilleus in die Schlacht. Dort wurde er unter Mithilfe des Euphorbos getötet, der seinerseits von Menelaos getötet wurde. In der Ilias geht Menelaos allerdings dem anschließenden Kampf um die sterblichen Überreste und die Rüstung des Euphorbos, der auf dem Teller gezeigt wird, aus dem Wege. Somit ist diese Szene eine Neuinterpretation oder bezieht sich auf eine andere literarische Quelle.
Der Teller hat einen Durchmesser von 38 Zentimetern. Es handelt sich um einen sogenannten Rhodischen Teller, was auf den Produktionsort der meisten Exemplare, darunter den Euphorbos-Teller, der Gattung anspielt. Der Euphorbos-Teller ist eines der wenigen Exemplare der Gattung, der eine mythologische Szene zeigt. Die Teller gehören zum mittleren Wild Goat Style. Der Euphorbos-Teller wird um 600 v. Chr. datiert. Er wurde in Kamiros gefunden und befindet sich heute im British Museum.